# 維什尼夫卡 (留波姆區)
51°17′28″N 23°42′51″E / 51.29111°N 23.71417°E
維什尼夫卡（烏克蘭語：Вишнівка），是烏克蘭的村落，位於該國西部沃倫州，由科韋利區負責管轄，面積0.57平方公里，海拔高度166米，2001年人口133，人口密度每平方公里233.33人。